# Stadtgarten Vegesack
Der Stadtgarten Vegesack mit der Vegesacker Weserpromenade liegt in Bremen im Stadtteil Vegesack, direkt an der Weser. Er ist Teil der Maritimen Meile.

## Geschichte

### Rothscher Garten
Ursprünglich war die Abbruchkante zur Weser in Vegesack eine Sand- und Heidefläche. Der Botaniker Albrecht Wilhelm Roth baute 1787 ein Sommerhaus am steilen Weserhang. Er kultivierte die Vegesacker Wasserkante als Garten und pflanzte zahlreiche seltene Bäume und Sträucher. Dieser Standort war bald sehr attraktiv für die Sommersitze Bremer Persönlichkeiten. Der schmale Rothsche Garten reichte von der heutigen Strandlust Vegesack bis zur früheren Werft, dem Bremer Vulkan und der Breite etwa bis zur heutigen Gerhard-Rohlfs-Straße.
Nach dem Tod Roths erwarben verschiedene Bürger den Landbesitz an der Weser. Villen mit Gärten wurden an den Weserhängen gebaut. Das untere Gartengelände wurde bis 1898 aus Weserschlamm aufgespült und bepflanzt.

### Öffentlicher Park

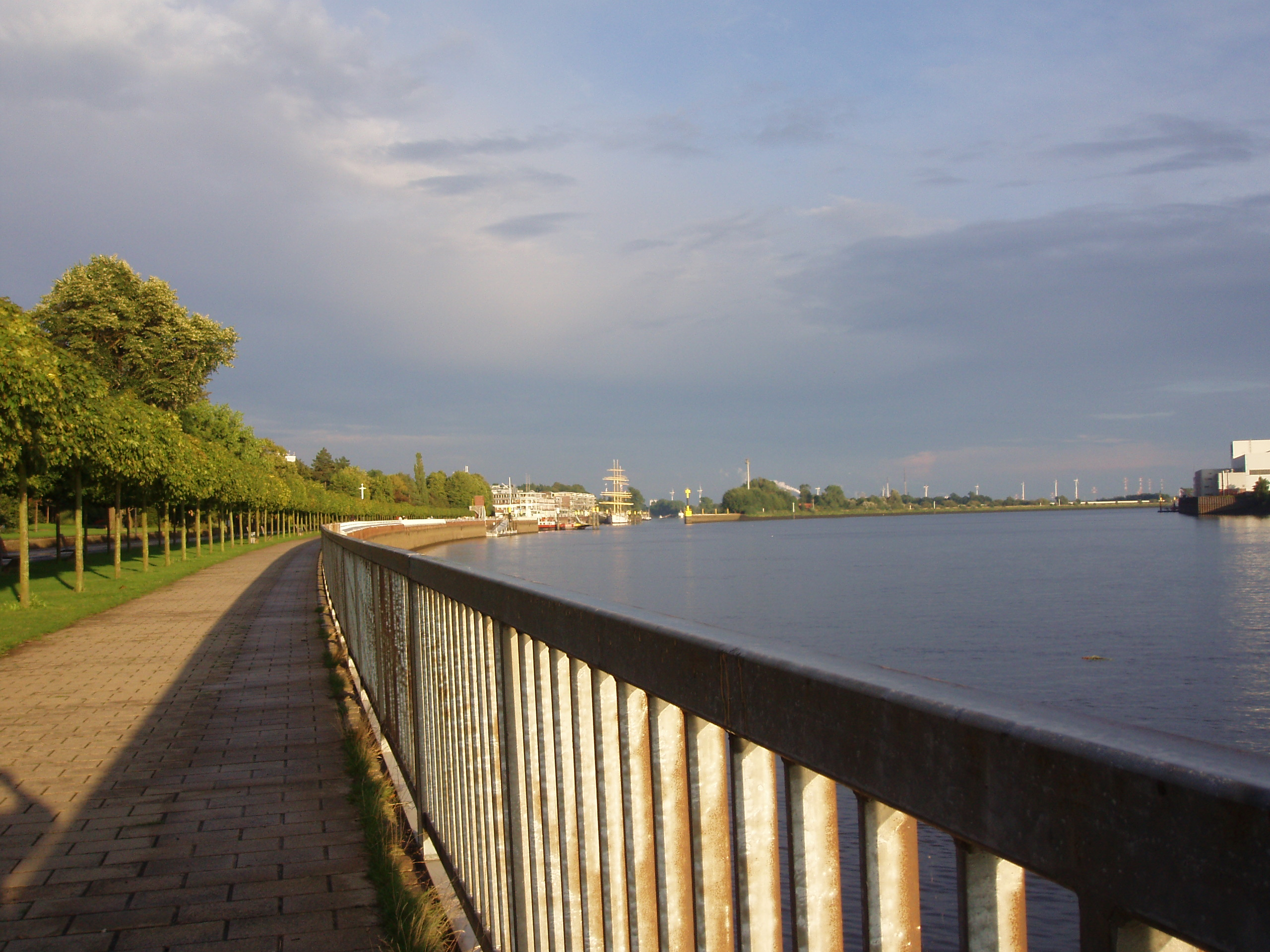
Weserpromenade

1923 erzwang der öffentliche Druck, dass der Zugang zur Weser ein öffentlicher Strandweg wurde, heute die Vegesacker Weserpromenade. 1929 erwarb die Stadt Vegesack den an der Weser gelegenen, einen Hektar großen Garten des Tabakkaufmanns und Senators Carl Wilhelm August Fritze als Keimzelle des heutigen öffentlichen Stadtgartens. Bürgermeister Werner Wittgenstein erreichte durch seinen Aufruf in der Norddeutschen Zeitung, dass dieser Park von der Bevölkerung unterstützt wurde und sich ein Stadtgartenverein gründete. Johanna (Hanna) Borcherding (1876–1960), Lehrerin und Naturkundlerin war eine Mitgründerin des Vereins; sie leitete die praktische Anlage des Gartens.

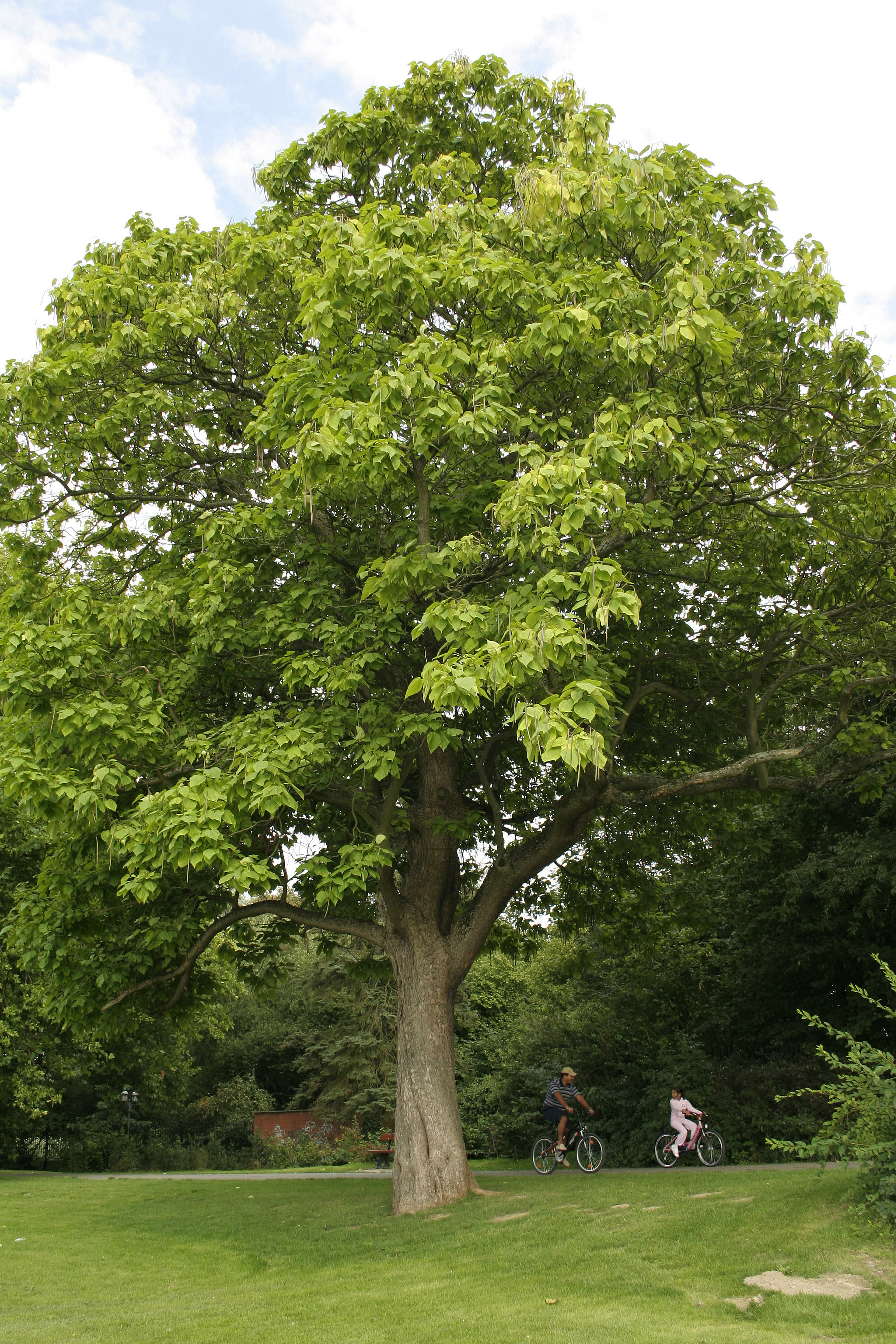
Trompetenbaum

Die Stadt übergab den Garten an den von 1930 bis 1940 bestehenden Stadtgartenverein, der den Stadtgarten gestaltete und pflegte. 1948 wurde der Stadtgartenverein für Vegesack und Umgebung neu gegründet.

Oberhalb dieser Parkflächen an der Weserstraße Nr. 74/75 liegt die Villa des Senators von 1876. 1938 zog die Stadt Vegesack hier ein und nach 1946 bis 2011 war hier der Sitz des Ortsamtes.
Während des Krieges verwahrloste der Stadtgarten. Er wurde danach in zwei Jahren wieder hergerichtet. Stadtgarten, Strandstraße und der Strand wurden in dem aufstrebenden Vegesack zu einem beliebten Ausflugsziel. Seit 1976 musste durch den Weserausbau eine Stahlspundwand anstelle des Sandstrandes gerammt werden. Nach und nach erwarb die Stadt Bremen die weiteren Grundstücke zwischen Strandstraße und Hangkante und verfolgte das Ziel, zwischen Utkiek/Strandlust und Schulkenstraße/Fährgrund die öffentliche Grünanlage auszubauen. 1983 erwarb Bremen das Nord-Grundstück am Ende der Promenade vom Bremer Vulkan. 2000 schenkte die Familie Lürssen der Stadt das letzte Grundstück, das dem Stadtgarten noch fehlte.
Seit 2003 wird um den 1. Mai herum das Gartenfestival „Maison et jardin“ durchgeführt.

### Neuanlage

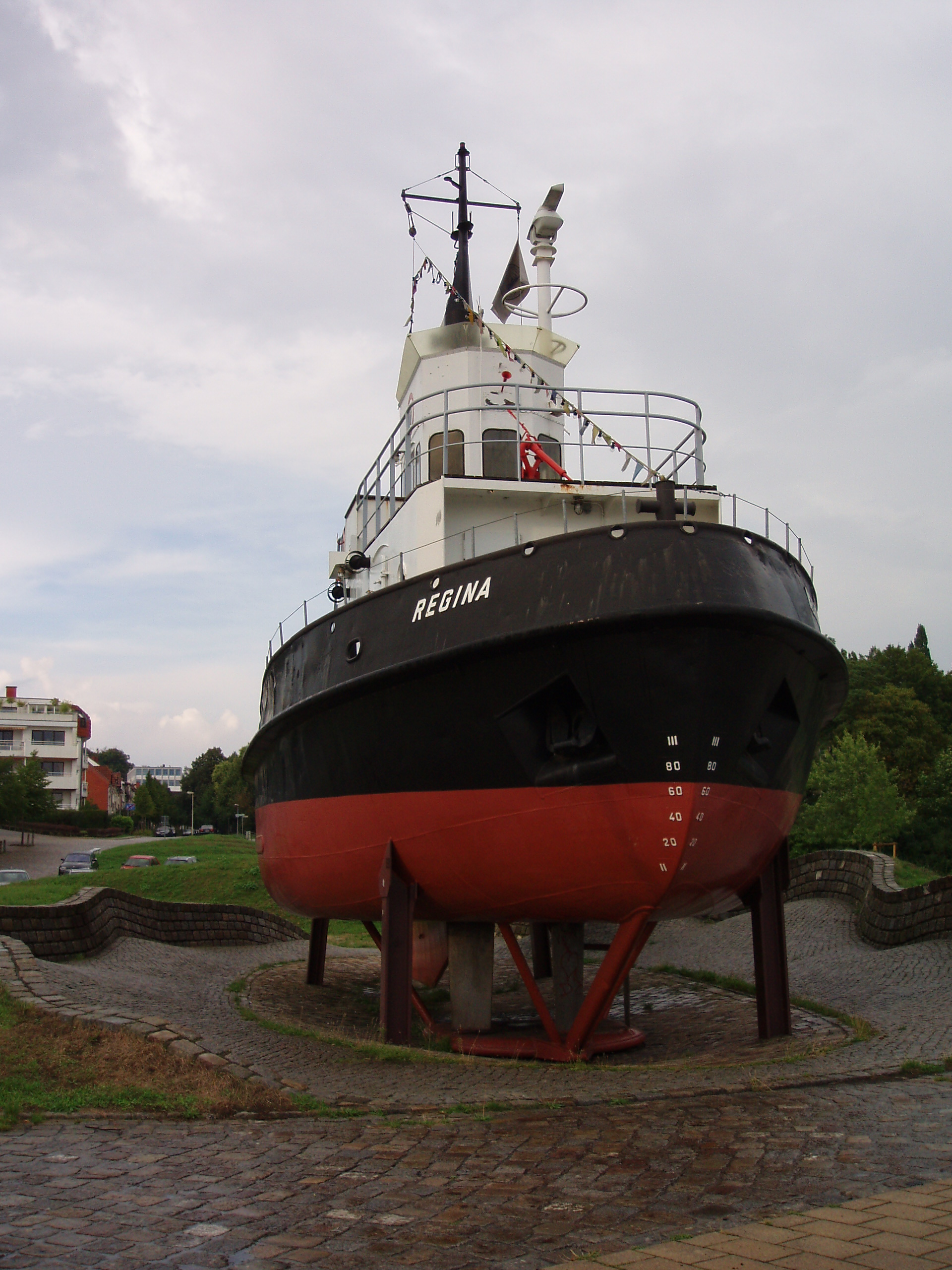
Schlepper Regina

1988 beauftragte die Stadt die Landschaftsarchitekten Hinnerk Wehberg, Eppinger, Schmidtke und Lange (WES) aus Hamburg sowie Schreckenberg und Partner aus Bremen ein Gestaltungskonzept vorzulegen, vor allem für die rund 1 Kilometer lange maritime Promenade von der Strandlust bis zum Bremer Vulkan. Bis 2000 wurde das Konzept für den 2 Hektar großen Park realisiert. Pflege und Entwicklung des Stadtgartens liegen in der Verantwortung vom Umweltbetrieb Bremen (früher Gartenbauamt Bremen) in Kooperation mit dem Stadtgartenverein.
Der Trompetenbaum unterhalb des Ortsamtes soll noch auf Dr. Roth zurückgehen. Von den Baumpflanzungen um 1898 sind noch einige alte Blutbuchen erhalten. Einige seltene Pflanzen blieben erhalten, andere botanische Besonderheiten kamen hinzu, wie der Götterbaum (Bitteresche), die Himalaya-Mahonien und die Zaubernuss. Ein Rosarium befindet sich am Treppenaufgang zum Ortsamt ergänzt durch Staudenrabatten.
Die Kunstwerke im Park haben maritime Themen wie der elf Tonnen schwere Schiffspropeller und der Schlepper Regina, beide von der Vulkan-Werft.
Seit 1999 findet am ersten Augustwochenende das internationale Musikfestival Festival Maritim im Stadtgarten statt.
Zur Weserstraße mit seinen Villen und den Kapitänshäusern Vegesack sowie zu den Einkaufs-Fußgängerzonen führen mehrere Treppen hinauf.
Das östlich stehende Boots- und Vereinshaus des Vegesacker Rudervereins wurde 1927 nach Plänen von Ernst Becker im Bauhausstil gebaut und steht unter Denkmalschutz (siehe hier).